# 흑색전선

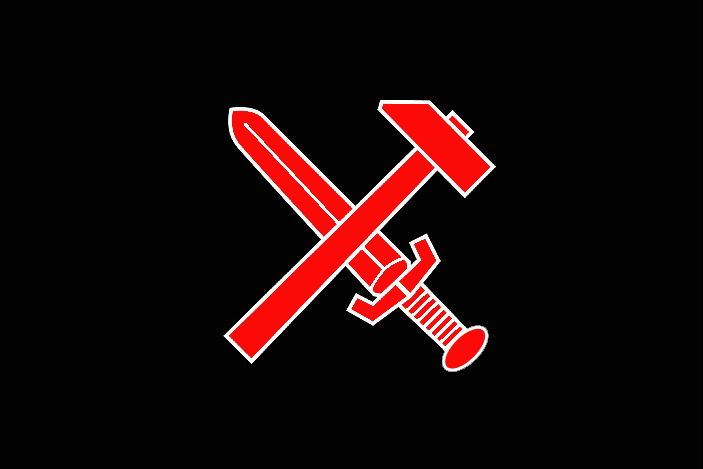
흑색전선의 당기

흑색전선(黑色戰線, 독일어: Schwarze Front)은 혁명적 민족사회주의 투쟁동맹(Kampfgemeinschaft Revolutionärer Nationalsozialisten, KGRNS)의 후신으로, 국가사회주의 독일 노동자당(나치당)에 의해 제명된 오토 슈트라서를 비롯한 나치 좌파에 의해 창당된 독일의 정당이다.

## 개요
당의 지도자인 오토 슈트라서는 나치즘(민족사회주의)의 근본적인 정신이 아돌프 히틀러에 의해 왜곡되었다고 판단했으며 자신과 같은 생각을 가진 급진적인 이상주의자들과 함께 새로운 정당을 창당했다. 이들은 기관지 《독일 혁명》을 발행했고 망치와 칼이 교차하는 새로운 당기를 채택했다. 또한 나치당에서 사용하던 인사법인 '하일 히틀러'(히틀러 만세)를 '하일 나치'(나치 만세)라는 새로운 인사법으로 대체하였다.
1933년 히틀러가 집권하고 반체제 인사들에 대한 대대적인 탄압과 숙청을 시작하면서 자연스럽게 해체되었다. 장검의 밤 사건 이후에 그레고어 슈트라서는 암살당했고 오토 슈트라서는 캐나다로 망명하게 된다.

## 같이 보기
- 그레고어 슈트라서
- 장검의 밤
- 제3의 위치